# خودمحدودسازی (زیست‌شناسی)
واژهٔ خودمحدودسازی یا خودمحدودکُنی یا خودمحدودیتی (به انگلیسی: Self-limiting) در علم زیست‌شناسی و پزشکی، یک وضعیتِ پزشکی، یِک اُرگانیسم یا یک کُلنی را توصیف می‌کند.

## ارگان‌ها و کُلُنی‌های خودمحدودساز
یک ارگانیسمِ یا کلنی، هنگامی خودمحدودساز (خودمحدودشونده) نامیده می‌شود که بتواند با اَعمال خود، رشدِ خویش را محدود سازد. برای نمونه، یک حداکثر اندازهٔ یک موجود زنده می‌تواند توسط ژنتیک او تحدید شده باشد یا یک کلنی از موجودات زنده ممکن است پسماندهایی را آزاد کند که می‌توانند در نهایت، پس از فراتر رفتنِ جمعیت از شماری خاص، برای خودِ کلنی سَمّی باشند. در برخی موارد مانند انگل‌ها، ویژگی خودمحدودسازی به نفعِ استمرارِ بقای کلنی است. چون مثلا اگر شمار آن‌ها از حدی بیشتر شود، توسط میزبان شناخته شده و از بین می‌روند. در موارد دیگر، خودمحدودسازی، با محدودساختنِ شمارِ شکارچیان، بقای طولانی‌مدت‌تری برای گونه‌های کمیاب به ارمغان می‌آورد.

## شرایطِ درمانیِ خودمحدودساز
این واژه در پزشکی با این معنا به کار می‌رود که یک بیماری بدون نیاز به تأثیراتِ بیرونی، به ویژه هرگونه درمانِ پزشکی، سیر خود را طی خواهد کرد. البته این واقعیت که یک بیماری شاید خودمحدودساز باشد به این معنا نیست که درمانِ پزشکی باعثِ پایان سریع‌ترِ وضعیت یا علائمِ بیماری نمی‌شود یا اینکه چنین مراقبت‌های پزشکی‌ای در مواردِ شدید، غیرِ ضروری هستند.